# Dmitrij Szyszkin
Dmitrij Igoriewicz Szyszkin (ros. Дмитрий Игоревич Шишкин, ur. 12 lutego 1992 w Czelabińsku) – rosyjski pianista, zwycięzca wielu konkursów pianistycznych, laureat VI nagrody XVII Międzynarodowego Konkursu Pianistycznego im. Fryderyka Chopina w Warszawie.

## Życiorys

### Edukacja muzyczna
Urodził się 12 lutego 1992 r. w Czelabińsku. Na fortepianie zaczął grać, gdy miał 2,5 roku, a na pierwszym koncercie wystąpił w wieku 3 lat. Zainteresowania muzyczne kształtowała jego matka – nauczycielka muzyki i pianistka. W wieku 4 lat rozpoczął naukę w Szkole Muzycznej im. Piotra Czajkowskiego w Czelabińsku. W latach 2001–2010 pobierał naukę w Szkole Muzycznej im. Gniesinów w Moskwie w klasie prof. Michaiła Chochłowa. Obecnie studiuje w Państwowym Konserwatorium Muzycznym im. Piotra Czajkowskiego w Moskwie pod kierunkiem prof. Eliso Wirsaladze.

### Sukcesy pianistyczne
Nagradzany wielokrotnie w konkursach dla młodych pianistów:
- Zwycięzca w kategorii fortepianu V Międzynarodowego Konkursu dla Młodych Muzyków „Dziadek do orzechów” organizowanego przez kanał rosyjskiej telewizji Rossija K i zdobywca tytułu "Złotego Dziadka do orzechów" (2004),
- Zwycięzca Międzynarodowego Konkursu Chopinowskiego dla młodych pianistów w Pekinie (2006),
- Zwycięzca Międzynarodowego Konkursu Pianistycznego im. Marii Judiny w Sankt Petersburgu (2006),
- Laureat III nagrody Międzynarodowego Konkursu Pianistycznego im. Ferruccio Busoniego w Bolzano (2013),
- Laureat II nagrody Międzynarodowego Konkursu Pianistycznego Friuli-Wenecja Julijska (2014)[4],
- Laureat II nagrody Międzynarodowego Konkursu Pianistycznego BNDES w Rio de Janeiro (2014)[5].

### XVII Międzynarodowy Konkurs im. Fryderyka Chopina w Warszawie
Jako jedyny z grupy 6 pianistów z Rosji został laureatem tej edycji Konkursu, podczas którego wykonywał następujące utwory:
- I etap (6 października 2015): Etiuda C-dur op. 10 nr 1, Etiuda a-moll op. 10 nr 2, Etiuda E-dur op. 10 nr 3, Ballada F-dur op. 38,
- II etap (11 października 2015): Rondo c-moll op. 1, Nokturn Es-dur op. 9 nr 2, Walc F-dur op. 34 nr 3, Polonez As-dur op. 53, Scherzo b-moll op. 31,
- III etap (14 października 2015): Impromptu As-dur op. 29, Impromptu Fis-dur op. 36, Impromptu Ges-dur op. 51, Fantazja-Impromptu cis-moll op. 66, Mazurek a-moll op. 59 nr 1, Mazurek As-dur op. 59 nr 2, Mazurek fis-moll op. 59 nr 3,Sonata b-moll op. 35.

Znalazł się wśród dziesięciu najlepszych pianistów zakwalifikowanych do finału Konkursu i 20 października 2015 w finale wykonał Koncert fortepianowy e-moll op.11 wraz z Orkiestrą Symfoniczną Filharmonii Narodowej pod batutą Jacka Kaspszyka.
21 października 2015 r. zdobył VI nagrodę Konkursu.

### Koncerty
W 2010 r. wystąpił na Placu Czerwonym z Orkiestrą Gnessin Virtuosi pod batutą Michaiła Chochłowa wykonując I Koncert fortepianowy Piotra Czajkowskiego. Grał też z Moskiewską Narodową Orkiestrą Symfoniczną i orkiestrą Filharmonii Moskiewskiej. Koncertował w wielu krajach Europy, a także w Japonii i Chinach, Brazylii.
28 października 2015 po XVII Międzynarodowym Konkursie Chopinowskim wystąpił z recitalem w Filharmonii Bałtyckiej w ramach X Gdańskiej Jesieni Pianistycznej.
23 listopada 2015 roku, wystąpił z recitalem w Filharmonii Szczecińskiej im. Mieczysława Karłowicza, inaugurując dwudniowe wydarzenie Laureaci Konkursu Chopinowskiego, grając kolejno:
- Wolfgang Amadeus Mozart – Klaviersonate A-dur KV 331,
- Feruccio Busoni – wariacje nt. Preludium Chopina c-moll,
- Fryderyk Chopin – 4 Impromptus (As-dur op. 29, Fis-dur op. 36, Ges-dur op. 51, Impromptue-Fantasie cis-moll),
- Fryderyk Chopin – Mazurki op. 59,
- Fryderyk Chopin – Rondo c-moll op. 1,
- Fryderyk Chopin – Nokturn Es-dur, op. 9 nr 2,
- Fryderyk Chopin – Scherzo b-moll op. 31 nr 2.

Drugiego dnia wystąpił Georgijs Osokins, zdobywca wyróżnienia na XVII Międzynarodowym Konkursie Chopinowskim w Warszawie. 

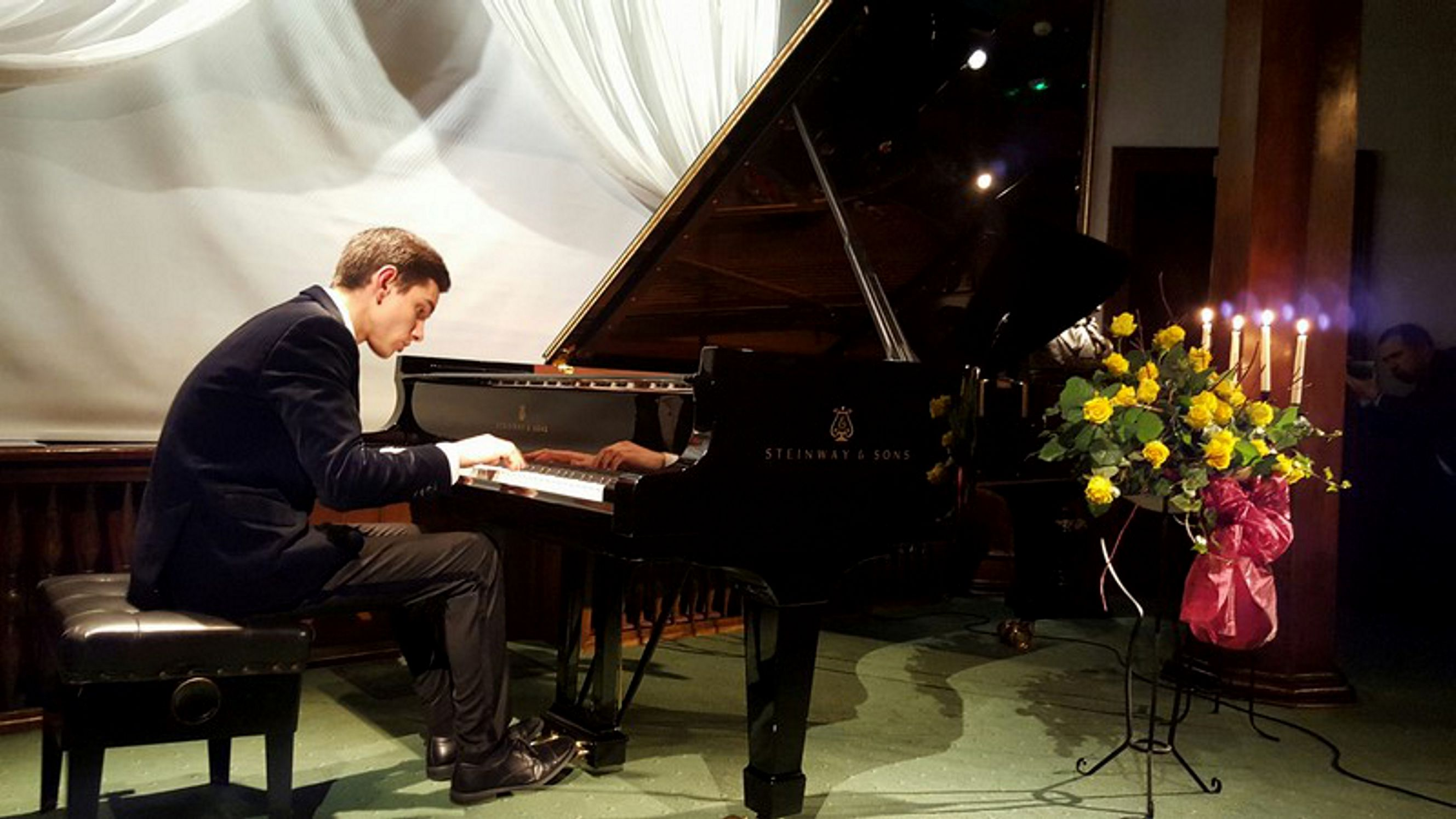
Pianista podczas koncertu w pałacu w Antoninie.

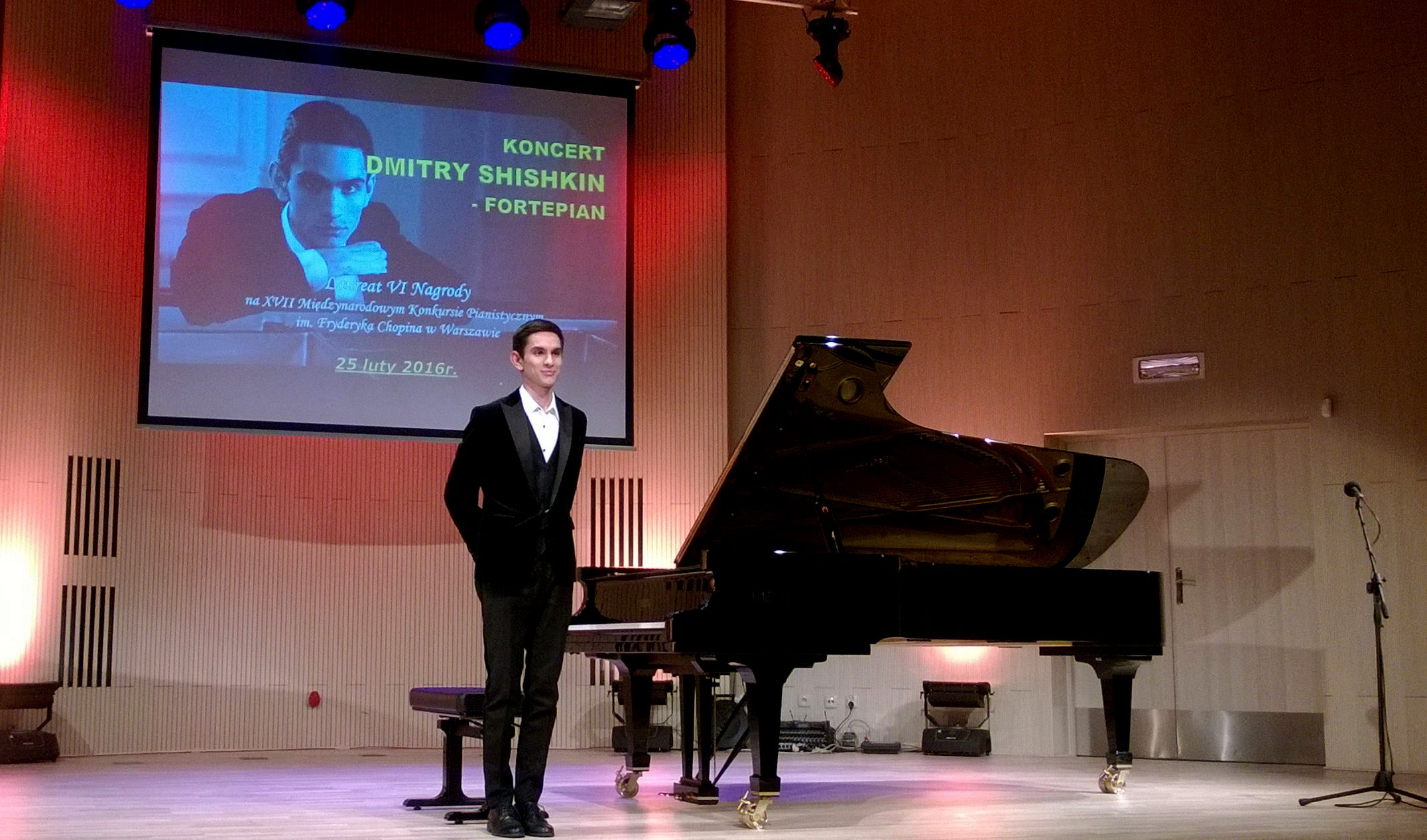
Dmitrij Szyszkin podczas koncertu w Państwowej Szkole Muzycznej w Żywcu, 25 lutego 2016 roku.

W dniach 19–25 lutego 2016 roku artysta odbył trasę koncertową po Polsce, występując kolejno w Filharmonii Zielonogórskiej, w ramach "Dni Muzyki nad Odrą", w pałacu myśliwski książąt Radziwiłłów w Antoninie oraz w Państwowej Szkole Muzycznej w Żywcu, z repertuarem utworów Fryderyka Chopina (Rondeau c-moll nr 1, 3 Mazurki op. 59 (a-moll, As-dur, fis-moll), Scherzo nr 2 ), Wolfganga Amadeusza Mozarta (Sonata A-dur nr 11) i Siergieja Prokofjewa (4 Etiudy op. 2 (d-moll, e-moll, c-moll, c-moll).